# Скайраннинг

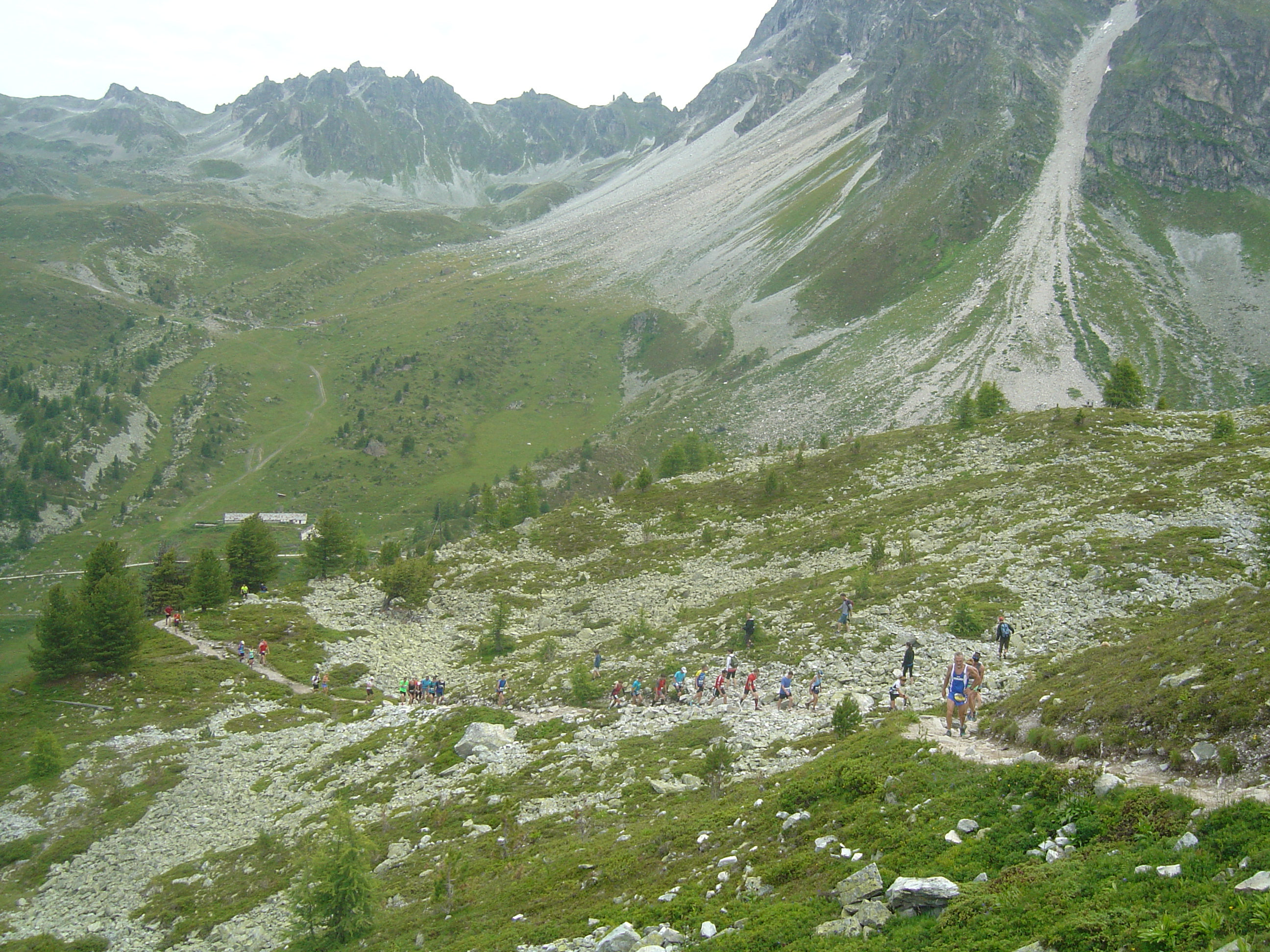

Скайра́ннинг (англ. skyrunning) — скоростное восхождение, высотный бег, вид спорта, соревнования, которые проводят по правилам международной федерации скайраннинга. В соответствии с правилами соревнования проводят на горах высотой не ниже 2000 метров с минимальным средним уклоном 6 % и обязательно включающие участки с уклоном 30 %. Трасса скайраннинга включает скальные участки не выше категории II по классификации UIAA.
Скайраннинг рассматривают как дисциплину альпинизма с присвоением соответствующих спортивных разрядов и спортивных званий в соответствии с разрядными требованиями федерации альпинизма России.

## История
В 1990-х годах итальянский альпинист Марино Джиакометти и его друзья организовали забеги на альпийские вершины Монблан и Монте Роза. В 1995 году была создана федерация высотных забегов, а в 1996 году спорту было присвоено название «skyrunning». С 2008 года руководством и развитием скайраннинга занимается международная федерация скайраннинга, действующая под эгидой UIAA. В России развитием скайраннинга с 2008 г. занялся альпинист из Санкт-Петербурга Евгений Колчанов и уже в декабре 2012 г. эта дисциплина была официально зарегистрирована в Министерстве Спорта России.

## Правила и виды
В соответствии с международными правилами выделяют следующие категории скайраннинга: SKY, ULTRA and VERTICAL, SKY SPEED, VERTICAL RUNNING, SKYBIKE and SKYRAID. В России соревнования проводят по 3 дисциплинам: sky marathon (высотный марафон), sky race (высотная гонка) и vertical kilometer (вертикальный километр) — зарегистрированные официальные дисциплины. Участников называют термином «скайраннер» (skyrunner).
Дисциплины скайраннинга:
- Высотный марафон — забег с подъёмом от 2000 метров и протяженностью 30-42 км. Дистанция проходит по тропинкам, ледникам, камням, может превышать высоту 4000 метров. При превышении параметров считается ultra sky marathons (ультравысотные марафоны)
- Высотная гонка — забеги на высоте от 2000 до 4000 метров, 20-30 км максимум
- Вертикальный километр — забег с перепадом высоты 1000 метров дистанцией не более 5 км

## Официальные международные соревнования федерации скайраннинга
- Мировая серия скайраннинга (Skyrunner World Series[англ.]) — ежегодный цикл международных соревнований, проводимых отдельно в каждой из дисциплин, на основании которых спортсменам присуждают рейтинговые очки
- Чемпионат мира по скайраннингу — проводят раз в 4 года отдельно в каждой из дисциплин. Помимо официальных национальных команд, принять участие может любой желающий
- Континентальные чемпионаты по скайраннингу — проводят раз в 2 года. Помимо официальных национальных команд, принять участие может любой желающий
- Высотные игры — проходят каждые 4 года, совпадая по времени с летними олимпийскими играми. В высотных играх могут участвовать только официальные национальные команды
- Национальные серии по скайраннингу (Skyrunner National Series) — совокупность соревнований по скайраннингу, проводимых на территории конкретной страны, принять участие в которых может любой желающий
- Национальные соревнования по скайраннингу — ежегодные национальные соревнования, проводимые национальной спортивной федерацией по скайраннингу. Принять участие в соревнованиях могут только граждане страны

## Ассоциация скайраннинга России
Комиссия скайраннинга — является рабочим органом федерации альпинизма России и ассоциированным членом ISF. Также, АСР является организатором Российской серии скайраннинга.

## Скайраннинг в Казахстане
В Казахстане соревнования по скайраннингу проводят следующие организации:
- Федерация скайраннинга и трейланинга республики Казахстан[6]
- Общественное объединение экстремальная атлетика[7]
- Федерация альпинизма и скалолазания республики Казахстан, секция скайраннинга[8]

## Травмоопасность
Скайранинг отличает высокий уровень травмоопасности. Так, во время соревнований Tromsø SkyRace (Норвегия) в 2017 году профессиональный скайраннер Хиллари Аллен (англ. Hillary Allen) сорвалась со скального гребня на высоте 3500 метров и пролетела 20 метров, после чего, срикошетировала от склона и пролетела ещё 30 метров до полной остановки. В результате падения Аллен получила тяжёлые повреждения, что не помешало ей после выздоровления вновь вернуться к соревнованиям.